# Halouze
Die Halouze ist ein kleiner Fluss in Frankreich, der im Département Orne in der Region Normandie verläuft. Sie entspringt unter dem Namen Ruisseau de Glaire im südlichen Gemeindegebiet von Tinchebray-Bocage, entwässert generell in südöstlicher Richtung an der Grenze des Regionalen Naturparks Normandie-Maine und mündet nach rund 15 Kilometern an der Gemeindegrenze von Saint-Bômer-les-Forges und Banvou als rechter Nebenfluss in die Varenne.

## Orte am Fluss
(Reihenfolge in Fließrichtung)
- La Vévallière, Gemeinde Tinchebray-Bocage
- Larchamp, Gemeinde Tinchebray-Bocage
- Les Bordeaux, Gemeinde Lonlay-l’Abbaye
- La Haloudière, Gemeinde Saint-Clair-de-Halouze
- Les Vallées Brûlées, Gemeinde Saint-Bômer-les-Forges
- Saint-Clair-de-Halouze
- Les Cerisiers, Gemeinde Le Châtelier
- La Reculière, Gemeinde Saint-Bômer-les-Forges